# Ondrej Glajza (1994)
Ondrej Glajza (17 juli 1994) is een Slowaaks veldrijder en mountainbiker. In 2016 werd hij Slowaaks kampioen mountainbike. In 2019 werd hij Slowaaks kampioen veldrijden. Zijn vader was eveneens professioneel mountainbiker en veldrijder.

## Veldrijden
| Seizoen   | Wereldbeker | WK | EK | SK   | Overige                  | Totaal aantal zeges |
| --------- | ----------- | -- | -- | ---- | ------------------------ | ------------------- |
| 2016-2017 |             |    |    |      | Trnava, Milovice, Levoca | 3                   |
| 2017-2018 |             |    |    |      |                          | 0                   |
| 2018-2019 |             |    |    | Goud |                          | 1                   |